# Leijn Loevesijn
Leijn Loevesijn (ur. 2 stycznia 1949 w Amsterdamie) – holenderski kolarz torowy i szosowy, wicemistrz olimpijski oraz dwukrotny medalista mistrzostw świata.

## Kariera
Pierwszy sukces w karierze Leijn Loevesijn osiągnął w 1968 roku, kiedy wspólnie z Janem Jansenem wywalczył srebrny medal w wyścigu tandemów podczas igrzysk olimpijskich w Meksyku. Na tych samych igrzyskach zajął piąte miejsce w sprincie indywidualnym oraz szósty w wyścigu na 1 km. Na rozgrywanych w 1970 roku mistrzostwach świata w Leicester zdobył brązowy medal w sprincie indywidualnym, ulegając jedynie Australijczykowi Gordonowi Johnsonowi i Włochowi Sante Gaiardoniemu. W tej samej konkurencji wywalczył również złoty medal na mistrzostwach świata w Varese w 1971 roku. Wielokrotnie zdobywał medale torowych mistrzostw Holandii, w tym jedenaście złotych. Startował także w wyścigach szosowych, ale bez większych sukcesów.